# Sarah Clarke
Sarah Clarke (* 16. února 1972, St. Louis, USA) je americká herečka.

## Počátky
Narodila se v St. Louis Carolyn a Ernestovi Clarkeovým. Studovala na John Burroughs School, Indiana University a Circle in the Square Theatre School. Herectví se začala věnovat při studiích v Bologni, následně se také věnovala studiu fotografování.

## Kariéra
Před kamerou se poprvé objevila v roce 2000, konkrétně ve filmu Pas de deux. Jednalo se o filmovou premiéru, před tím se objevila v cenami ověnčené reklamě na Volkswagen.
Známá se stala především díky roli Niny Meyers v seriálu 24 hodin. Vidět jsme jí mohli i v seriálech Sex ve městě, Dr. House nebo Las Vegas: Kasino.
Zahrála si i v několika filmech, ke kterým patří Emmettův cíl, Třináctka a v neposlední řadě jsme jí také mohli vidět ve filmovém hitu Twilight sága: Stmívání.

## Ocenění
Za svou roli v seriálu 24 hodin získala v roce 2003 Golden Satellite Award v kategorii nejlepší herečka ve vedlejší roli v dramatických sériích.
Nominována ve stejném roce byla také se zbytkem hereckého osazenstva za stejný seriál na SAG Award, cenu však nezískala.

## Filmografie

### Filmy
- 2000 – Pas de deux, All about George
- 2001 – The Accident
- 2002 – Emmettův cíl
- 2003 – The Third Date, Třináctka
- 2004 – Below the Belt
- 2005 – Šťastné konce, Psychic Driving
- 2006 – The Lather Effect
- 2007 – The Colony
- 2008 – Twilight sága: Stmívání
- 2009 – Women in Trouble
- 2010 – Below the Beltway, Bedrooms, Twilight sága: Zatmění

### Televizní filmy
- 2006 – A House divided
- 2007 – Alibi

### Seriály
- 2000 – Sex ve městě
- 2001 – Ed
- 2001–2004 – 24 hodin
- 2003 – Karen Sisco
- 2005 – Dr. House, E-Ring, Las Vegas: Kasino
- 2006 – První prezidentka
- 2007 – Na doživotí
- 2008 – Wainy Days, Uklízeč
- 2009 – Trust me
- 2009–2010 – Men of a Certain Age

## Osobní život
Jejím manželem je herec Xander Berkeley, se kterým má dvě děti.